# Myrica gale
Espèce
Classification phylogénétique
Le piment royal (Myrica gale), myrte des marais, myrte du brabant (Myrtus brabanticus) ou pour les francophones d'Amérique le bois-sent-bon ou myrique baumier est une plante arbustive de la famille des Myricaceae.
(Autres noms : myrte bâtard, Lorette, galé odorant, piment aquatique)

## Description

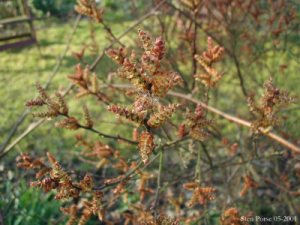
Individu mâle portant des chatons en hiver

Les buissons de piment royal atteignent généralement 1 à 2 m de hauteur. Les feuilles, qui sont insérées en spirale le long des rameaux, sont simples, longues de 2 à 5 cm, de forme lancéolée retournée (la base de la feuille est effilée et le bout élargi) ; le bord du limbe est ridé ou finement denté. Les fleurs sont des chatons, portés séparément par des plants mâles ou femelles : l'espèce est dioïque. Le fruit est une petite polydrupe. Le feuillage dégage une senteur agréablement résineuse, qui peut aussi rappeler celle des peupliers baumiers.

## Habitat et distribution
Le piment royal est indigène en Europe septentrionale et occidentale et en Amérique du Nord. Il est spécifique des sols  acides et mouilleux, notamment des tourbières et des bas-marais tourbeux. Pour compenser la pauvreté du milieu en azote minéral, les racines du piment royal hébergent des actinobactéries fixatrices de l'azote atmosphérique.

## Utilisations
Le piment royal doit son nom à la présence de glandes résineuses odorantes tapissant la face inférieure de ses feuilles et diffusant dans l'air une odeur prononcée, d'où son ancien usage de condiment (bien que sa saveur ne soit pas piquante) et d'antimoustique.
Ses feuilles auraient selon les traditions populaires des effets emménagogues, prescrits comme abortifs et contraceptifs en France mais aucune recherche ne confirme ces prétendues propriétés,.
Ses fruits recouverts d'une couche de cire servaient autrefois à fabriquer des bougies.
Les rameaux entrent dans la confection traditionnelle des bouquets de mariage royaux.
En Europe du Nord-ouest (Allemagne, Belgique, Grande-Bretagne), le piment royal entrait dans la composition d'un mélange, le gruit, servant à parfumer la bière, utilisé du Moyen Âge jusqu'au XVIe siècle puis tombé en désuétude avec la généralisation de l'usage du houblon. Elle est encore utilisée aujourd'hui dans la production de la Gageleer (nl) une bière aromatisée de tradition danoise.
Dans l'encyclopédie de Venel de 1751 on en parle en ces termes : « Il est certain que les feuilles de cette plante, séchées, & ensuite infusées comme du thé, ont un goût [...] qui n’est point désagréable. Les Flamands nomment cette plante Gagel ; les gens de la campagne en mettent dans leurs paillasses pour écarter les punaises, mais il est à craindre que son odeur qui est très-forte, n’empêche de dormir ceux qui auroient recours à ce remede. On dit qu’en mettant cette plante dans de la biere, elle enivre très-promptement ; & que par-là, non-seulement elle ôte la raison, mais encore qu’elle rend insensés & furieux ceux qui en boivent. »
Une société pharmaceutique (Alliance Boots) prévoit d'accroître la production de cette plante par plantation en Écosse pour en tirer une huile essentielle utilisable dans les soins aux peaux sensibles et le traitement de l'acné.
Les composés allélopathiques de cette espèce la rendent potentiellement intéressante pour le développement de bioherbicides.

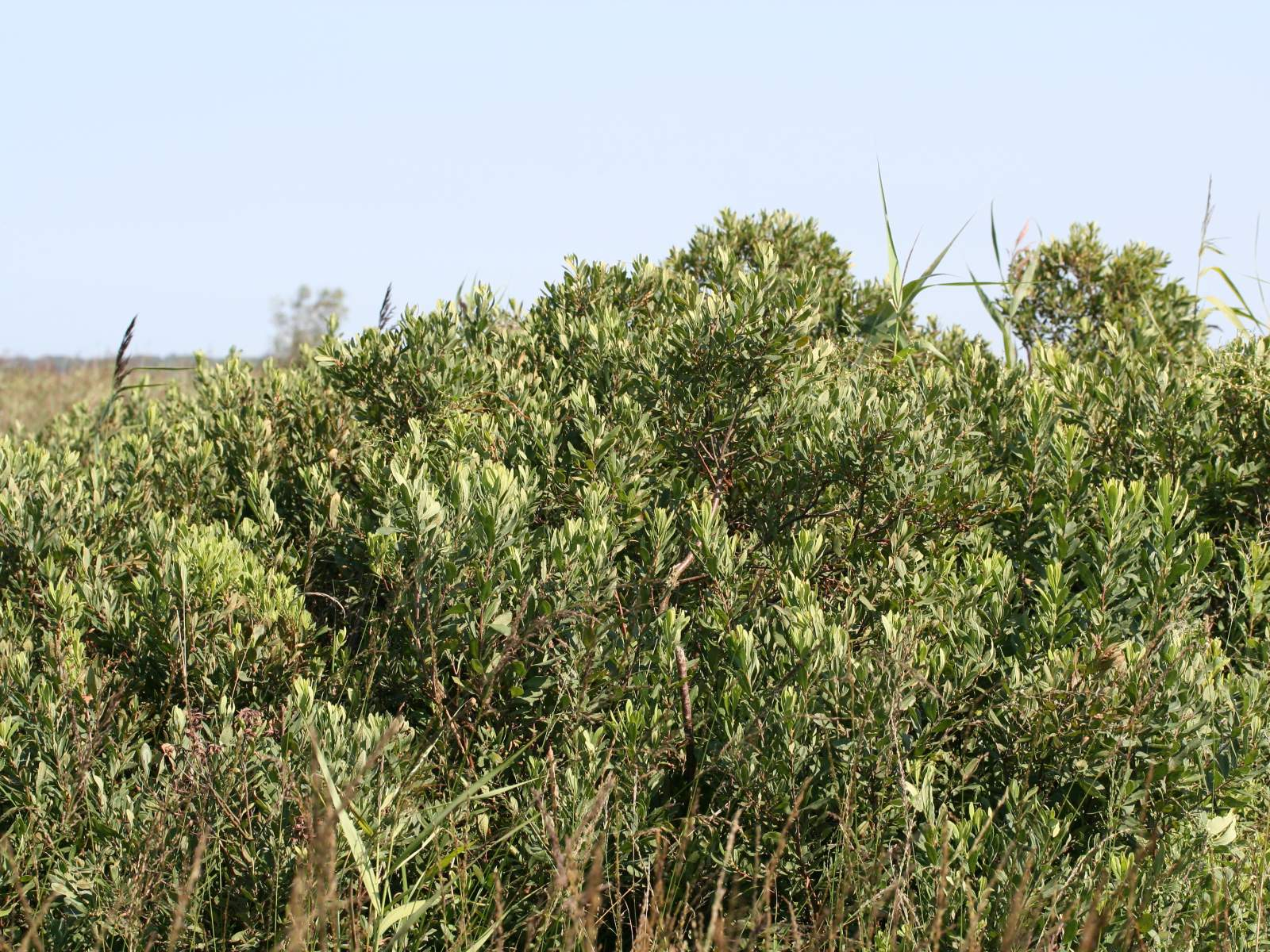
Vue d'ensemble du buisson
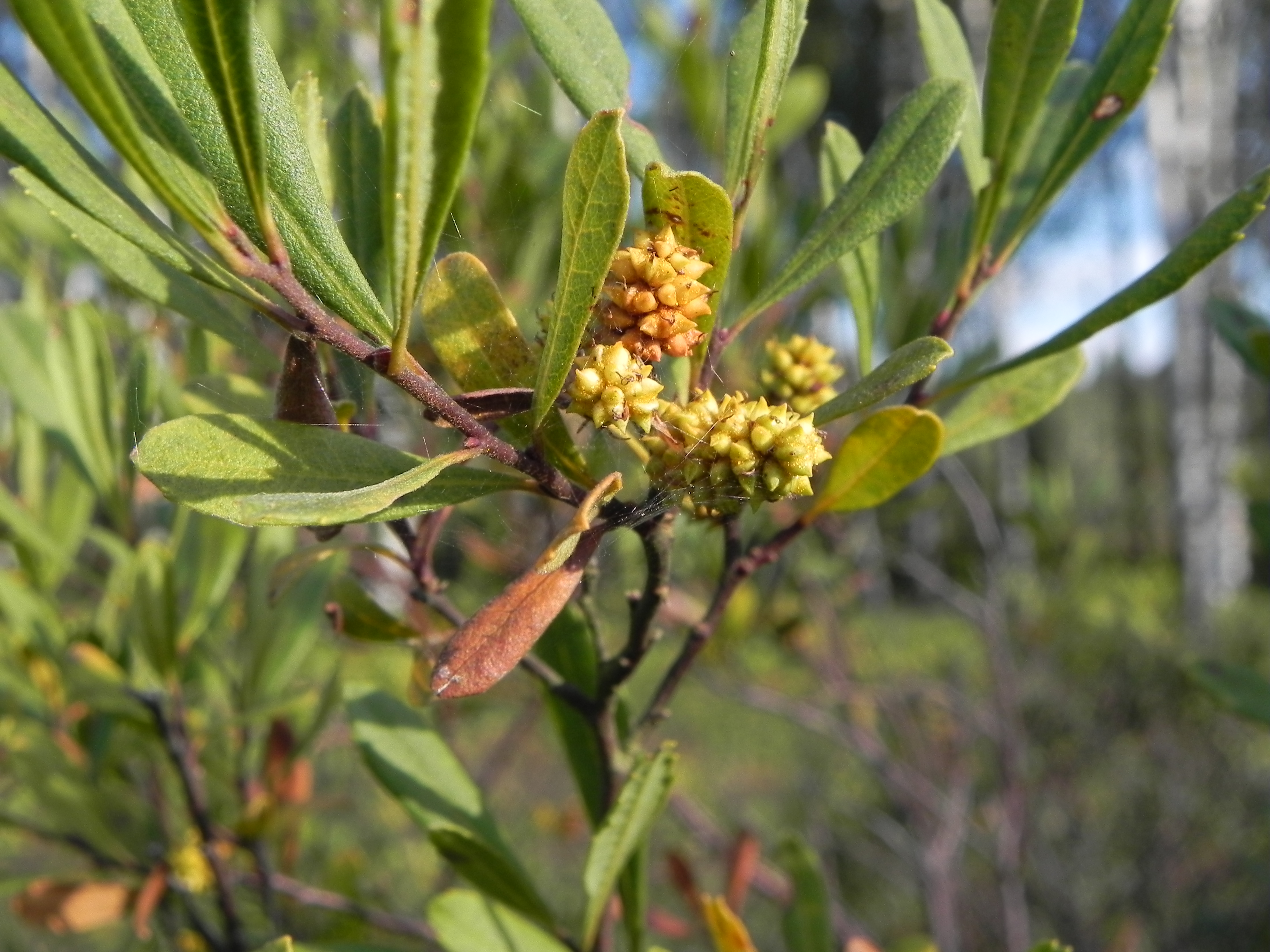
Fleurs de femelle prêtes à éclore
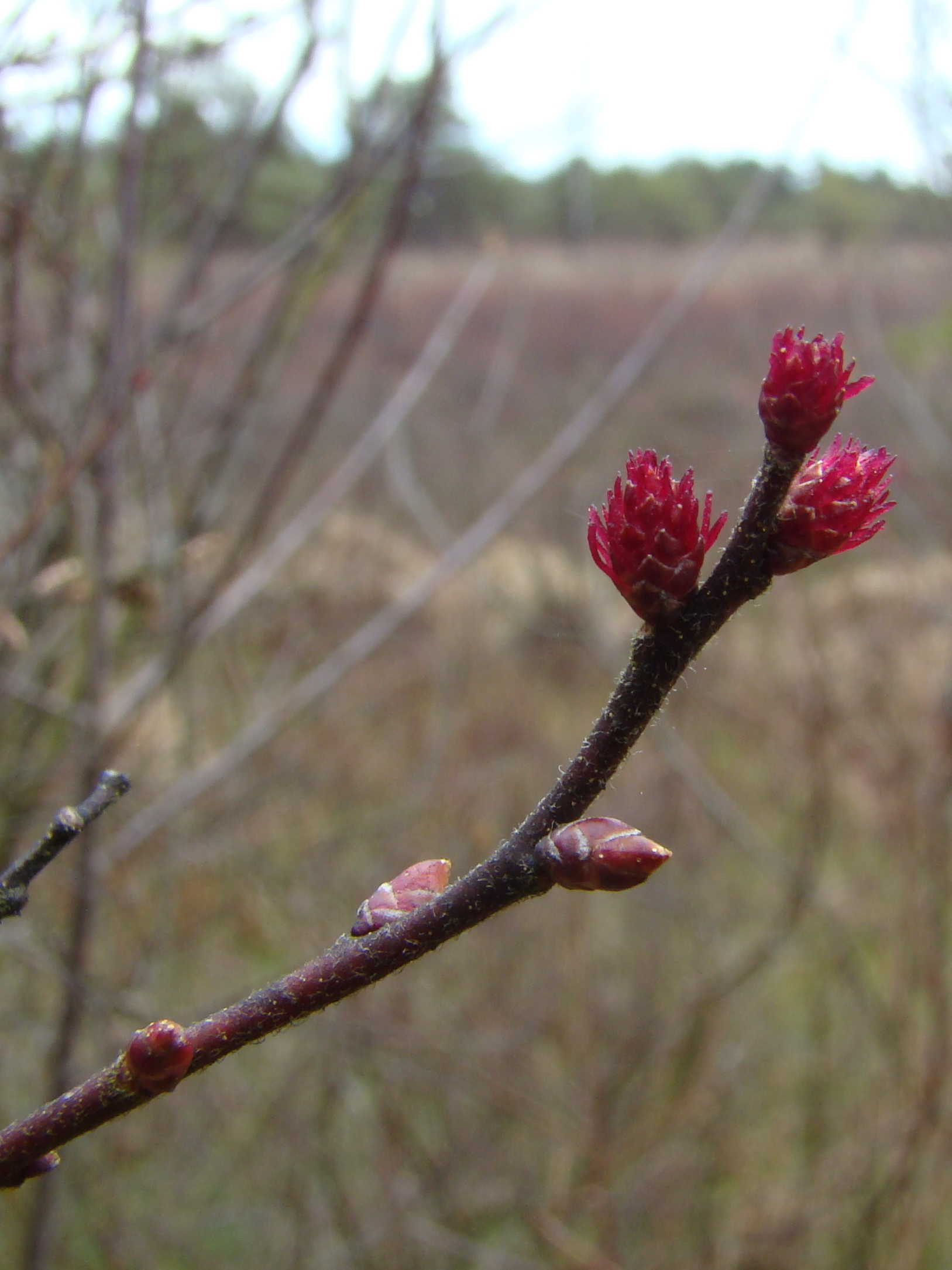
Chatons de femelle
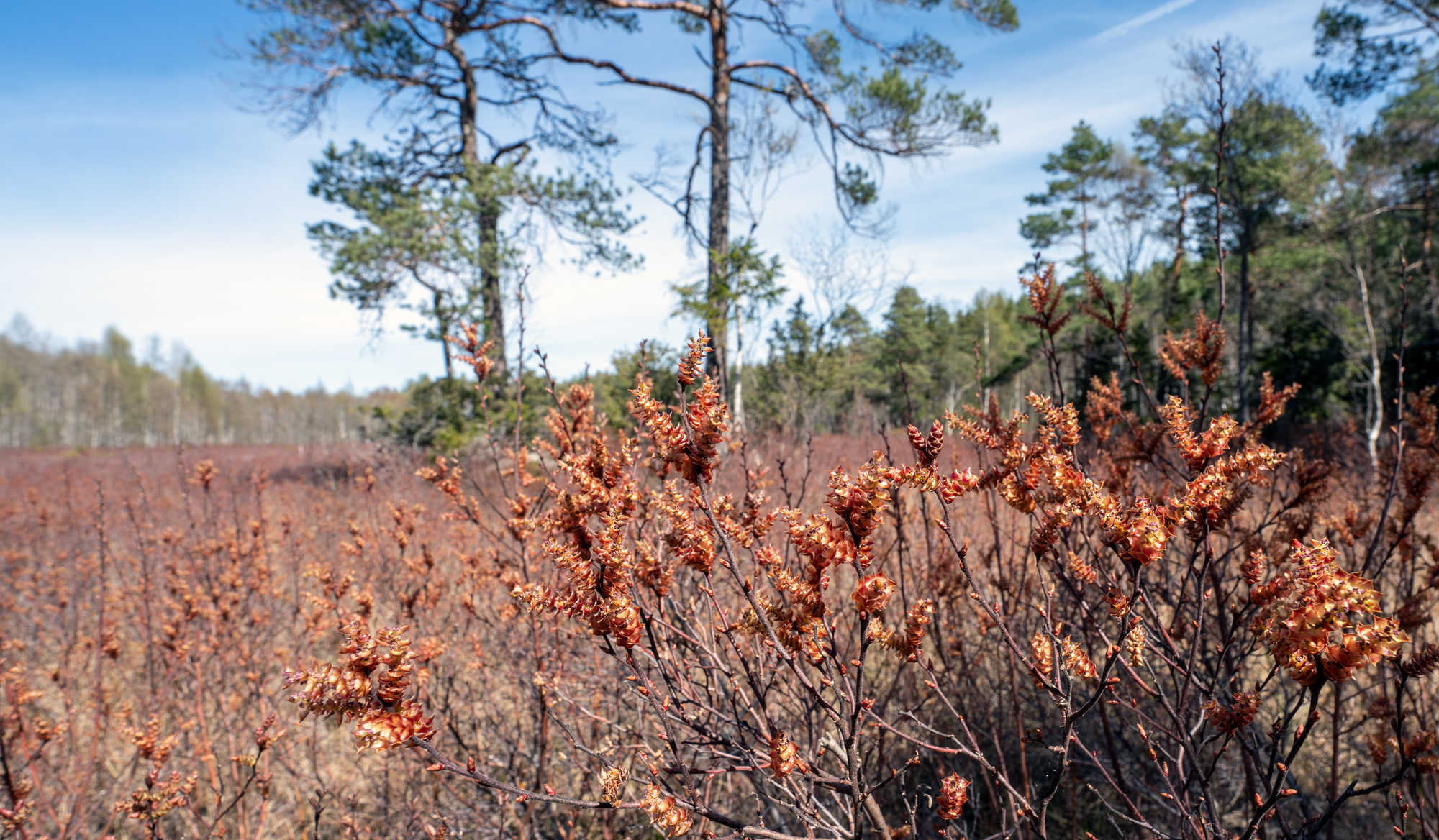
Champs en fleur
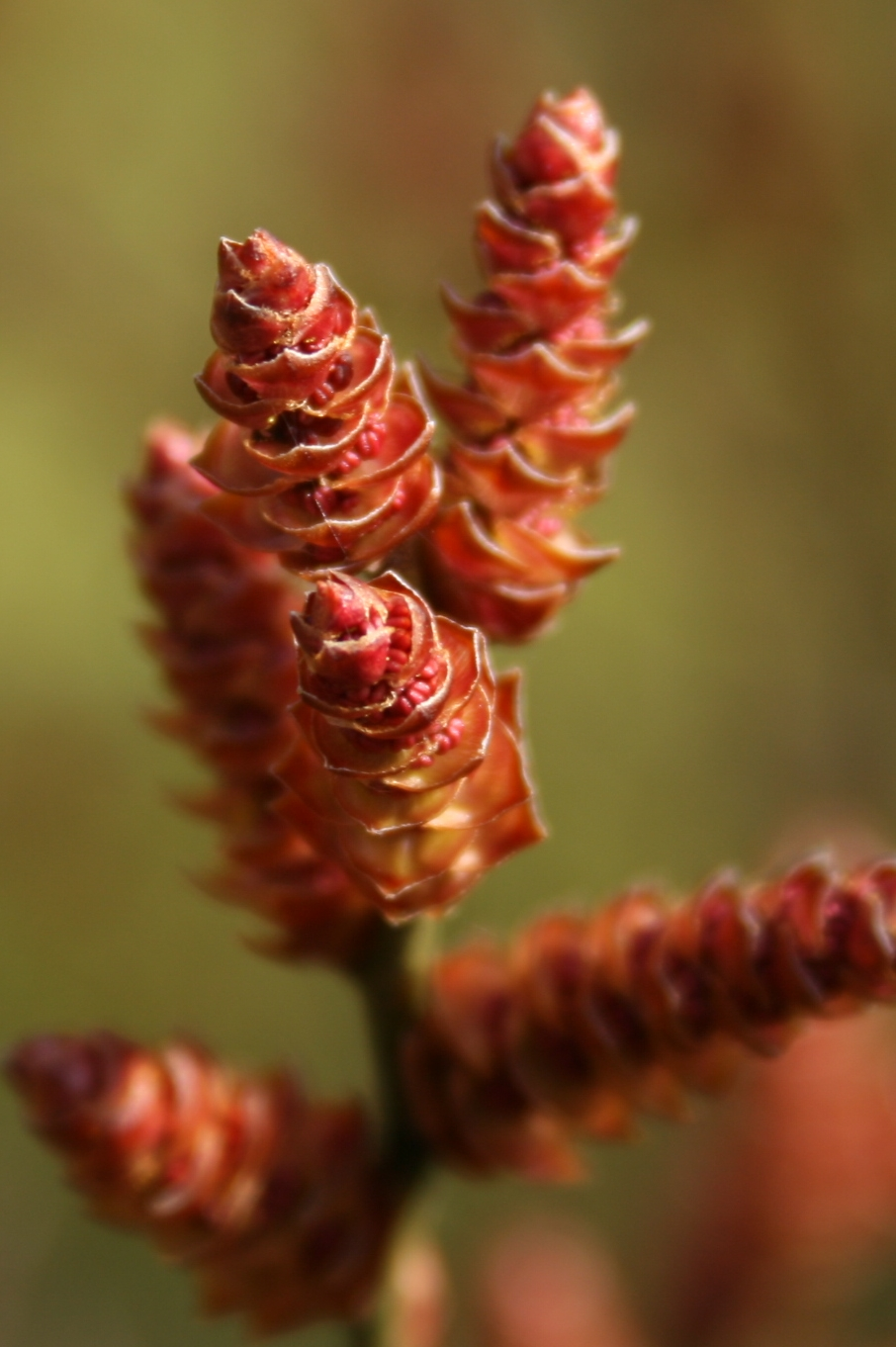
Chatons de la plante mâle
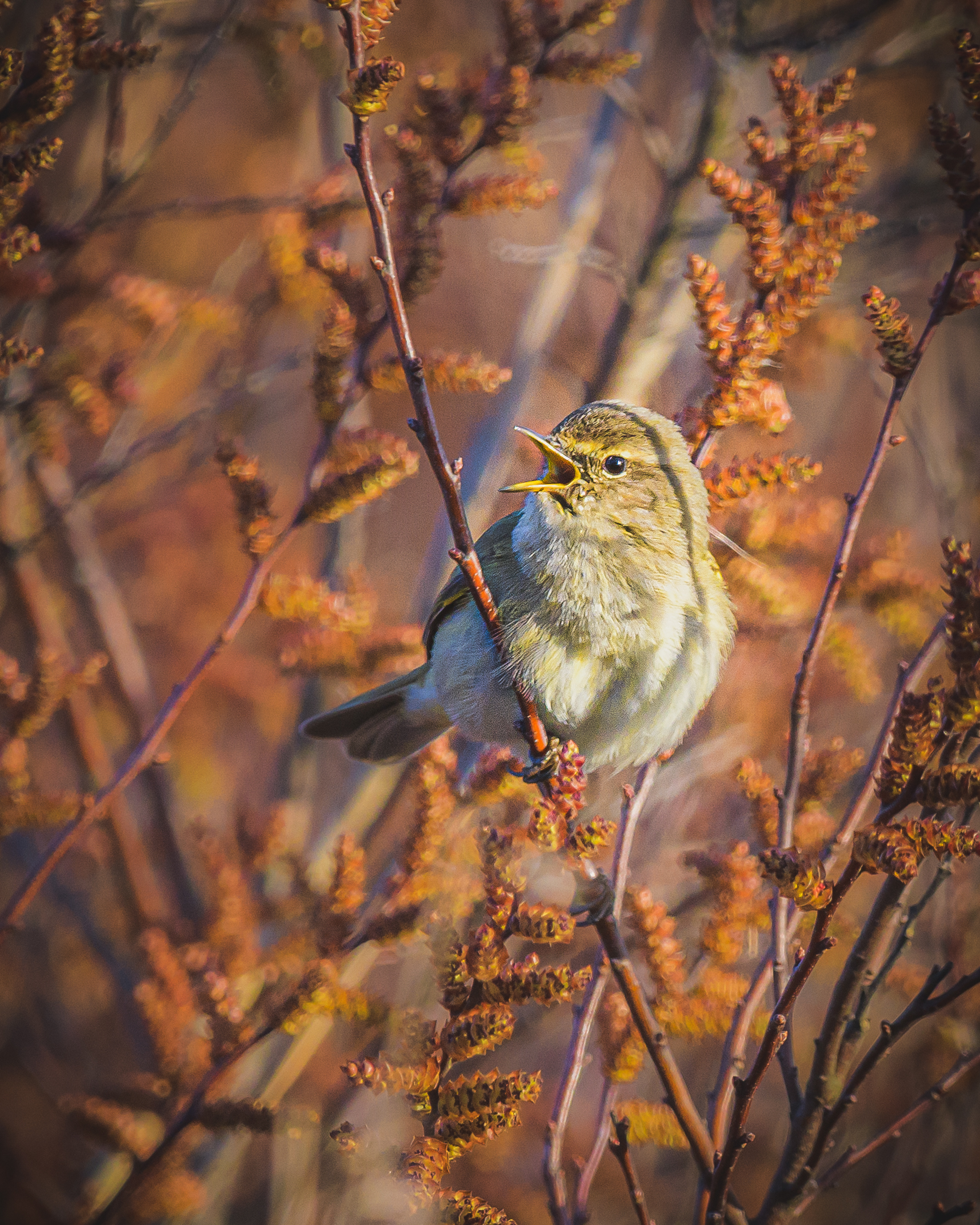
Pouillot véloce posé sur une branche